# محطة بيريل ستريت

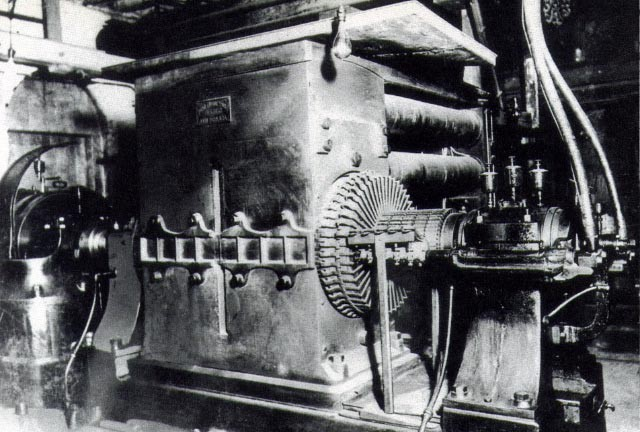
دينامو إديسون الكهربائي الضخم في محطة بيريل ستريت، التُقطت الصورة بين عام 1882 وقبل 1890

محطَّة بيريل ستريت (بالإنجليزية: Pearl Street Station)‏ كانت أوَّل محطة لتوليد الكهرباء في الولايات المتحدة والتي قامت شركة توماس إديسون ببنائها واحتوت في البداية مولِّدًا واحدًا فقط ذا تيار مباشر قبل أن تتوسع أكثر. كانت تقع في 255-257 في شارع بيرل ستريت بموقعٍ مساحته 50 قدم على 100 قدم (15م على 30م)، في 4 سبتمبر 1882 بدأت المحطة بالعمل لأوَّل مرَّة على توليد الكهرباء لـ 400 مصباح لأجل 82 زبون في مدينة مانهاتن. وفي عام 1884 أصبحت المحطة توفِّر الطاقة الكهربائيَّة لـ 10,164 مصباح لأجل 508 زبون. كانت المحطَّة قد اعتمدت في البداية على مُحركات بورتر ألن البخاريَّة عالية السرعة لتوفير طاقة قدرها 175 حصان في كل 700 دورة بالدقيقة الواحدة، ولكن لم تكن يُعتمد عليها بسبب ضغطها الحسَّاس. استُبدلت تلك المحركات البُخارية فيما بعد بمحركات آرمينغتون وسيمس التي أثبتت أنها مُناسبة أكثر لديناموات إديسون.
تميَّزت المحطة الكهربائيَّة بأنها الأُولى في العالم لتوليد الكهرباء وكذلك الأولى في استخدام التوليد المشترك للطاقة الكهربائية والحرارة معًا. عام 1890 شبَّ حريقٌ في المحطة ودمَّر جميع الدينامو ما عدا واحد وهو الآن معروض في متحف The Henry Ford بمدينة ديربورن بولاية ميشيغان.

## روابط خارجية
- Pearl Street Station from the IEEE Global History Network
- Edison: His Life and Inventions
- Industrial Motor Power Corp., What is Cogeneration?
- Smithsonian Institution. Emergence of Electrical Utilities in America. Retrieved 13 April 2005.